# Фёдорова-Сирина, Вера Николаевна
Ве́ра Николаевна Фёдорова-Си́рина, также Ве́ра Николаевна Фёдорова, Ве́ра Николаевна Си́рина (23 сентября 1925, Москва — 5 декабря 2013) — эстонская актриса русского происхождения, заслуженная артистка Эстонской ССР (1955), член Союза актёров Эстонии.

## Биография
Родом из семьи рабочих. В 1943 году окончила среднюю школу в Москве и в 1948 году — Российский институт театрального искусства (ГИТИС).
Стояла у истоков русского театра в Эстонии. В 1948 году приняла предложение атташе по культуре посольства Эстонии переехать в Эстонию, встав у истоков создания Русского театра, в труппу которого были приняты она и её супруг Вячеслав Сирин.
Актриса Русского театра Эстонии (до 1991 года — Государственный русский драматический театр Эстонской ССР) в 1948–1998 годах. Первой её работой была роль Люси в пьесе Владимира Супонева «Семья пилотов». С тех пор и этот спектакль, и первая фраза Веры Николаевны «Как хорошо!» стали маркой, неизменным эпиграфом Русского театра Эстонии. Последней работой стала роль Софьи Ивановны в пьесе Надежды Птушкиной «Пока она умирала» в 1998 году.
Умерла 5 декабря 2013 года. Похоронена на кладбище Метсакальмисту в Таллине.

## Награды
- 1955 — Заслуженная артистка Эстонской ССР.
- 1956 — Орден «Знак Почёта»[4].

## Роли в театре
- 1948 — Владимир Супонев  «Семья пилотов» — Люся
- 1949 — Мольер «Тартюф» — Дорина
- 1950 — Александр Афиногенов «Машенька» — Машенька
- 1952 — Антон Чехов «Три сестры» — Ирина
- 1952 — Карло Гольдони «Слуга двух господ» — Клариса
- 1953 — Эдуард Вильде «Домовой» — Лаура
- 1953 — Алексей Арбузов «Таня» — Таня
- 1954 — Алексей Арбузов «Годы странствий» — Люся
- 1955 — Николай Погодин «Кремлёвские куранты» — Маша
- 1955 — Виктор Розов «В добрый час!» — Галя
- 1957 — Александр Гладков «Давным-давно» — Шура
- 1957 — Эдуард Вильде «Непостижимое чудо» — Ева Марланд
- 1959 — Иван Тургенев «Дворянское гнездо» — Варвара Лаврецкая
- 1960 — Алексей Арбузов «Иркутская история» — Валя
- 1963 — Фёдор Достоевский «Братья Карамазовы», реж. Борис Ливанов  — Грушенька
- 1964 — Шекспир «Сон в летнюю ночь» — Титания
- 1965 — Алексей Толстой совм. с Александром Старчаковым «Патент 119» — Ольга
- 1967 — Виктор Розов «Традиционный сбор» — Агния
- 1969 — Николай Гоголь «Ревизор» — Анна Андреевна
- 1969 — Григорий Скульский «Если не суметь» — Евгения
- 1979 — Александр Гельман «Мы, нижеподписавшиеся» — Виолетта Матвеевна Нуйкина
- 1985 — Иштван Эркень «Кошки-мышки» — Паула
- 1988 — Виктор Мережко «Женский стол в „Охотничьем зале”» — Веденьева
- 1992 — Джозеф Кессельринг «Кислое вино и цианид» — Марта Брустер
- 1995 — Акилле Кампаниле «Завещание по-итальянски или бедный Пьеро» — Иона
- 1998 — Надежда Птушкина «Пока она умирала» — Софья Ивановна

## Роли в кино
- 1964 — «Ноль три», режиссёр Игорь Ельцов, «Таллинфильм» — врач
- 1986 — «Через сто лет в мае», режиссёр Кальё Кийск, «Таллинфильм» — эпизод
- 1988 — «Я не приезжий, я здесь живу», режиссёр Лембит Ульфсак, «Таллинфильм» — Галина Сергеевна
- 1992 — «Он своё получит», режиссёр Владимир Рябцев, Россия, студия «Парус»

## Озвучивание
- 1956 — «На задворках», режиссёр Виктор Невежин, «Таллинфильм» — Татьяна Николаевна, роль Иты Эвер.

## Личная жизнь
С 1947 года была замужем за актёром, заслуженным артистом Эстонской ССР Вячеславом Александровичем Сириным.
Сын — актёр, народный артист Российской Федерации Александр Вячеславович Сирин.